# 派恩維尤 (喬治亞州)
派恩維尤（英語：Pineview）是一個位於美國喬治亞州威爾科克斯縣的城鎮。

## 地理
派恩維尤的座標為32°06′36″N 83°30′02″W / 32.11000°N 83.50056°W，而該地的平均海拔高度為89米（即292英尺）。

## 人口
根據2010年美國人口普查的數據，派恩維尤的面積為5.10平方千米，當中陸地面積為5.10平方千米，而水域面積為0.00平方千米。當地共有人口523人，而人口密度為每平方千米103人。